# (16444) Godefroy
(16444) Godefroy est un astéroïde de la ceinture principale.

## Description
(16444) Godefroy est un astéroïde de la ceinture principale. Il fut découvert par Eric Walter Elst le 3 avril 1989 à l'ESO. Il présente une orbite caractérisée par un demi-grand axe de 2,23 UA, une excentricité de 0,187 et une inclinaison de 5,43° par rapport à l'écliptique.
Il fut nommé en hommage à Godefroy Wendelin (Godefried van der Lijn, 1580-1660), astronome belge.

## Compléments